# Lukas Ridgeston
Lukas Ridgeston (ur. 5 kwietnia 1974 w Bratysławie) – słowacki model i aktor gejowskich filmów pornograficznych, także reżyser, operator kamery i montażysta.

## Życiorys
Urodził się w Bratysławie. W 1999 uzyskał tytuł magistra na studiach architektonicznych. 
W 1992 wziął udział w rozbieranej sesji zdjęciowej, po której otrzymał propozycję występu w gejowskich filmach pornograficznych. Pod pseudonimem Jan Van Huig wystąpił w dwóch produkcjach Man's Best: Studio Fantasies (1992) i Boytropolis (1993). Znalazło się potem na okładkach gejowskich magazynach pornograficznych: „Freshmen” (w marcu 1993, lutym 1994, grudniu 1994, sierpniu 2005 i marcu 2006), „Unzipped” (20 lipca 1999), „Manshots” (w kwietniu 1995, czerwcu 1995, marcu 1997 i maju 1999), „Torso” (w lipcu 1997), „Männer aktuell” (we wrześniu 1997), „Skinflicks” (w grudniu 1998), „Mandate” (we wrześniu i grudniu 2005) i „DNA” (2011).
W 2004 był jednym z bohaterów książki pt. „XXX: 30 Porn Star Photographs” i filmu dokumentalnego HBO Gwiazdy XXX - portret intymny (Thinking XXX) autorstwa amerykańskiego fotografa Timothy’ego Greenfielda-Sandersa. Portrety książki zostały zaprezentowane w kwietniu 2005 w Santa Monica i eksponowane pod koniec 2005 w galerii sztuki współczesnej w Mediolanie.
Karierę w branży pornograficznej kontynuował pod pseudonimem Lucas Ridgeston jako aktor, reżyser, operator i montażysta wyłącznie w studiu Bel Ami. Jego pseudonim został wymyślony przez redaktorów magazynu gejowskiego „Freshmen”. Początkowo jego imię pisane było jako Lucas, jednak George Duroy z agencji aktorów pornograficznych Bel Ami zmienił je na Lukas. Ridgeston twierdził, że działalność w gejowskiej branży porno pod prawdziwym imieniem i nazwiskiem byłaby „naruszeniem jego prywatności”.
Po występie w produkcji Tender Strangers (1993) stał się bohaterem trylogii Lukas’ Story (1994–1995). Choć w większości filmów był aktorem aktywnym, to był pasywny m.in. w produkcjach Lukas’ Story 2: When Boy Meets Boy czy Lucky Lukas. 
W 1996 podczas ceremonii Adult Erotic Gay Video Awards otrzymał nagrodę za najlepszą ejakulację w filmie. W 1999 trafił do pierwszej dziesiątki zestawienia „Najlepsi aktorzy filmów erotycznych tysiąclecia” przygotowywanego przez magazyn „Unzipped”. W 2000 znalazł się na liście finalistów alei sław GayVN Hall of Fame za znaczące wyróżnienia w branży pornograficznej”. W 2002 zwyciężył w plebiscycie czytelników magazynu „Unzipped” na najgorętszego gwiazdora pornograficznego wszech czasów, w którym oddano prawie cztery tysiące głosów.
Po udziale w filmie Życie prywatne Tima Hamiltona (The Private Life of Tim Hamilton, 2005) wycofał się z występów w gejowskich produkcjach porno, kontynuując pracę z Bel Ami jako operator filmowy, reżyser i technik. Jako reżyser zadebiutował filmem 2 Too Many Boys (2007). Powrócił przed kamerę jako aktor występem w filmie Forever Lukas (2013) zrealizowanym z okazji 20. rocznicy istnienia Bel Ami. W lipcu 2015 zwyciężył w rankingu „Najseksowniejsza gejowska gwiazda porno” ogłoszonym przez hiszpański portal 20minutos.es.

## Nagrody i nominacje
| Rok  | Nagroda                                                                   | Kategoria                                           | Film                                     | Inni wykonawcy  | Rezultat  |
| ---- | ------------------------------------------------------------------------- | --------------------------------------------------- | ---------------------------------------- | --------------- | --------- |
| 1996 | Adult Erotic Gay Video Awards                                             | Najlepsza ejakulacja (Hot Shots)                    | –                                        | Cole Youngblood | Wygrana   |
| 1999 | Pierwsza dziesiątka zestawienia przygotowywanego przez magazyn „Unzipped” | „Najlepsi aktorzy filmów erotycznych tysiąclecia”   | –                                        | –               | Wygrana   |
| 2000 | GayVN Award                                                               | GayVN Hall of Fame za osiągnięcia aktorskie         | –                                        | –               | Wygrana   |
| 2002 | Zwycięzca plebiscytu przygotowywanego przez magazyn „Unzipped”            | „Najgorętszy gwiazdor pornograficzny wszech czasów” | –                                        | –               | Wygrana   |
| 2006 | GayVN Award                                                               | Najlepszy aktor w filmie zagranicznym               | Lukas in Love (2005)                     | –               | Wygrana   |
| 2015 | Prowler Porn Award                                                        | Najlepszy międzynarodowy gwiazdor porno             | –                                        | –               | Wygrana   |
| 2015 | Raven’s Eden Award                                                        | Aleja Sław (Hall of Fame)                           | –                                        | –               | Wygrana   |
| 2018 | Prowler Porn Award                                                        | Najlepsze europejskie DVD                           | Bel Ami Legends – Lukas Ridgeston (2017) | –               | Nominacja |